# Talp d'Assam
El talp d'Assam (Parascaptor leucura) és una espècie de mamífer de la família dels tàlpids. Viu a la Xina, l'Índia i Myanmar.
És l'única espècie del gènere Parascaptor.